# Východ je východ
Východ je východ (v originále East Is East) je britský hraný film z roku 1999, který režíroval Damien O'Donnell podle stejnojmenné divadelní hry z roku 1996. Snímek měl světovou premiéru na Mezinárodním filmovém festivalu v Cannes 14. května 1999.

## Děj
Děj se odehrává v roce 1971 v Salfordu, menším severoanglickém městě, kde žije pákistánsko-britská rodina Khanových. Otec George pochází z Pákistánu, je muslim a už 25 let je ženatý s Ellou, původem irskou katoličkou. Mají šest synů a jednu dceru. V rodině vyplouvají na povrch konflikty, neboť otec se drží dávných tradic, zatímco jeho potomci již chtějí žít jako ostatní moderní Britové. Nejstarší syn Nazir uteče přímo z dohodnuté svatby, takže ho otec zavrhne. Dále vyjde najevo, že nejmladší syn Sajid není dosud obřezán, což otec proti jeho vůli zařídí. Když děti zjistí, že George pro nejstarší syny Abdula a Tariqa plánuje další svatbu s dcerami bohatého Pákistánce z Bradfordu, zničí Tariq tajně uschované svatební předměty. Rozhodne se utéct za Nazirem. Sourozenci ho doprovázejí a zjistí, že Nazir má módní obchod s klobouky a žije s přítelem. K eskalaci konfliktu dojde během návštěvy rodičů a dcer pro dohodnutý sňatek. Synové vidí, že obě dívky nejsou vůbec atraktivní. Ella vyhodí návštěvu z domu a děti se za ni postaví proti otci. Dokonce i Maneer, který jediný dodržuje konzervativní tradice, se od otce obrátí.

## Obsazení
| Om Puri          | George Khan      |
| Linda Bassett    | Ella Khan        |
| Ian Aspinall     | Nazir Khan       |
| Jimi Mistry      | Tariq Khan       |
| Raji James       | Abdul Khan       |
| Emil Marwa       | Maneer Khan      |
| Chris Bisson     | Saleem Khan      |
| Archie Panjabi   | Meenah Khan      |
| Jordan Routledge | Sajid Khan       |
| Lesley Nicol     | Annie            |
| Emma Rydal       | Stella Moorhouse |
| Ruth Jones       | Peggy            |

## Ocenění
- BAFTA: vítězství kategorii nejlepší britský film a nominace v pěti dalších kategoriích: nejlepší film, nejlepší mužský herecký výkon v hlavní roli (Om Puri), nejlepší ženský herecký výkon v hlavní roli (Linda Bassett), nejlepší adaptovaný scénář, Cena BAFTA pro nejlepší vycházející hvězdu (Ayub Khan-Din).